# Emanuele Felice
Emanuele Felice (Lanciano, 4 de enero de 1977) es un economista e historiador italiano, una figura destacada en el debate público italiano. Es conocido principalmente por su trabajo sobre la reconstrucción e interpretación de la desigualdad regional de Italia y la cuestión meridional,  así como sobre el desarrollo económico de largo plazo en Italia.  Más recientemente, ha estado trabajando sobre la relación histórica entre el crecimiento económico, la ética y la política, y sobre las raíces históricas del liberalismo y del ecologismo.  
Ha sido jefe del Departamento de Economía del Partido Demócrata de Italia durante la pandemia de covid (2020-2021),  y luego  consultor del gobierno de Draghi (2021-2022).  Ha colaborado como editorialista en La Stampa y La Repubblica.
Actualmente es profesor catedrático de Historia Económica en la Universidad IULM de Milán .